# Werner Von Croy

Prima apariţie a lui Werner Von Croy în filmele cu mişcare completă (FMV) în Jefuitoarea de Morminte: Ultima Revelaţie

Werner Von Croy (născut la Viena, Austria, 1940) este un personaj imaginar din seria de jocuri Tomb Raider. În joc, el este un renumit arheolog, explorator și nu în ultimul rând mentorul tinerei Lara Croft. Când ea avea 16 ani, s-a întâlnit cu Werne pentru prima oară, prin intermediul unui exemplar al revistei National Geographic. Într-un număr din 1984 scria despre o viitoare călătorie în Cambogia pe care Werner avea să o facă, la care Lara dorea neapărat să participe. S-a hotărât să trimită o scrisoare renumitului arheolog și astfel cei doi au ajuns să meargă împreună în călătorie. Conform seriei vechi de jocuri călătoria constituie una din primele aventuri ale Larei.
Călătoria Larei cu Von Croy are drept obiectiv un artefact ascuns în templul Angkor Wat, denumit Iris. Spre final, în camera în care se află artefactul Lara citește inscripțiile care prevestea primejdia ce avea să urmeze dar Von Croy le ignoră. Această cursă pentru "Iris" are un final nefericit în care Von Croy rămâne blocat în templu, neascultând de avertismentele Larei. Lara îi promite lui Werner că se va întoarce să îl ajute, lăsându-l singur în templu pentru a-și salva viața. Piciorul lui a fost rânit în urma acestei aventuri iar el se folosește acum de un baston pentru a se deplasa.
Povestea celor doi formează primele două nivele ale jocului Jefuitoarea de Morminte: Ultima Revelație. Primul nivel este cel în care Werner, pe post de mentor oferă indicații prețioase micuței Lara, despre cum să se comporte în viitoarele ei avenutri și în același timp oferă indicații jucătorului ce butoane de pe tastaură trebuie să apese pentru a reuși să o controleze pe Lara. Al doilea nivel îl constituie cursa celor doi pentru artefact, așa cum Werner propune Larei că "primul care va ajunge la Iris are dreptul la trofeu".
După câțiva ani Lara se pregătește să plece în căutarea armurii lui Seth, pentru a salva lumea. Acest lucru constituie acțiunea jocului Jefuitoarea de Morminte: Ultima Revelație. Ea și cu Werner se întâlnesc la un moment dat în timpul jocului dar ca inamici, Werner fiind acum posedat de Seth. După ce Lara reușete să salveze lumea de la Apocalipsă, piramida în care se afla se prăbușete. La ieșirea din piramidă, Lara îl zărește pe Werner, care vrea să o ajute, acesta nemaifind posedat. Von Croy nu reușete să o salveze, și rămâne îndurerat și întristat că nu a putut să o salveze. 
Pe tot parcursul jocului Jefuitoarea de Morminte: Îngerul Întunericului el este în căutarea trupului neînsuflețit (așa credeau persoanele apropiate ei) al Larei. Tot în Jefuitoarea de Morminte: Cronicile Lara fură Irisul de la el, iar conflictul crește.
Werner Von Croy a fost omorât în Paris în propriu lui apartament de un criminal mistic numit mostrum, toate acestea întâmplându-se în Jefuitoarea de Morminte: Îngerul Întunericului. Lara este acuzată că l-ar fi omorât.